# Reinhard Mey live
Reinhard Mey live ist das erste Livealbum des deutschen Liedermachers Reinhard Mey. Es erschien 1971 bei Intercord. Aufgenommen wurde es in Berlin. Von den 25 Liedern auf dem Doppelalbum sind fast alle von ihm getextet und komponiert. Ausnahmen sind die Lieder Das Canapé (Verfasser unbekannt) und Irgendwann, irgendwo (Musik: Louis Rey). Für die Tontechnik war Klaus Krüger verantwortlich.

## Inhalt
Das Album vereint die größten Erfolge der bis dahin veröffentlichten Lieder. Die ersten Lieder verbindet er in seinen Ansagen mit dem „Versuch, ein Liebeslied zu schreiben“. Da ihm das nach eigener Einschätzung nicht gelingt, kann er jeweils einen neuen Versuch starten.
Auch wenn sich die Darbietung der meisten Lieder eng an die Studioaufnahmen anlehnen, gibt es markante Abweichungen. So trägt er zum Beispiel Die Ballade vom Pfeifer etwas schneller vor.
Den „Schallplattentütenrückseitentext“ hat Reinhard Mey selbst verfasst, damit „zu allem Überfluß auch stimmen sollte, was da steht“. Er erläutert darin seine Motivation, Lieder zu schreiben und zu singen, um etwas zu erzählen, Stellung zu nehmen oder Freude zu machen.

## Titelliste
1. Platte
1. Ich wollte wie Orpheus singen – 2:04
2. Das Canapé – 2:52
3. Das Lied von der Spieluhr – 2:54
4. Klagelied eines sentimentalen Programmierers – 2:31
5. Fast ein Liebeslied – 2:11
6. Ankomme Freitag den 13. – 3:21
7. Irgendwann, irgendwo – 1:40
8. Der Schuttabladeplatz der Zeit – 3:44
9. Christine – 2:46
10. Heute noch – 2:57
11. In meinem Garten – 3:05
12. C’etait une bonne année je crois (Ich denk’, es war ein gutes Jahr) – 2:32
13. Epitaph auf Balthasar – 4:30

2. Platte
1. Komm, gieß’ mein Glas noch einmal ein – 3:33
2. Hauptbahnhof Hamm – 1:46
3. Die Ballade vom Pfeifer – 3:54
4. Abgesang – 2:45
5. Manchmal, da fallen mir Bilder ein – 2:58
6. Die Ballade vom sozialen Aufstieg des Fleischermeisters Fred Kasulzke – 3:00
7. Kaspar – 3:50
8. Abscheuliches Lied für abscheuliche Leute – 2:33
9. Approche ton fauteuil du mien (Lied zur Nacht) – 1:57
10. Vertreterbesuch – 2:04
11. Diplomatenjagd – 3:01
12. Trilogie auf Frau Pohl – 4:33

## Fotos
Victor Brüchert, Wolf Krautwig, Kaspar Seiffert, Stark-Otto und Charlotte Kraus

## Auszeichnungen
Das Album erhielt zweimal Gold (1971).